# ابولوگ
ابولوگ (به لاتین: Abulog) یک رود در فیلیپین است که در آپایو واقع شده‌است.